# Diadumeno Farnesio
El Diadumeno o Anadumeno Farnesio es una escultura del siglo I. De dimensiones ligeramente inferiores al tamaño natural (1,49 m), representa a un atleta joven que se está ciñendo en la cabeza la cinta de vencedor. Se considera que se trata de una copia romana en mármol de un original griego, probablemente del Anadumeno que Fidias realizó en Olimpia. El tema es parecido al del Diadumeno de Policleto, pero la posición varía ligeramente. Perteneció a la colección de la Casa de Farnesio, pero actualmente pertenece y se encuentra en el Museo Británico de Londres.